# 山中森林
《山中森林》是一部2022年臺灣黑幫電影，由導演姜寧執導，李康生、謝承均、李千娜、邱勝翊、郭雪芙、陳德容、黃遠等人領銜主演，也入選為高雄電影節的閉幕片。原作劇本入圍第43屆優良電影劇本作品。

## 劇情
阿生曾是混跡中山區的黑道，年輕時為救兄弟沙鷗入獄12年。近期假釋的他，面對曾叱吒風雲的林森北路，十幾年的空白，讓他感到似又熟悉似又陌生迷惘。

## 演員陣容
| 演員               | 角色               | 介紹 |
| ------------------ | ------------------ | --- |
| 李康生             | 阿生               | 阿生曾是混跡中山區的黑道，年輕時為救兄弟沙鷗入獄12年，直到近期假釋。回到中山區的他，面對曾叱吒風雲的林森北路，十幾年的空白，讓他感到既熟悉又陌生，且迷惘，最終與小靜在夜市撈魚的時候被三板橋射重傷死於魚池上。 |
| 謝承均             | 沙鷗               | 阿生一起長大的玩伴，後來跟著阿生加入文哥的堂。因阿生入獄讓他趁勢而起賺了不少錢。對阿生並非無情，但總怕阿生把他好不容易得到的地位跟財富拿走，與阿生有十幾年的親密，後來又有十幾年隔閡，最終被猴子射中槍身亡。   |
| 李千娜             | 小靜               | 為了父親或是為了生活各種原因，在各級的酒店及應召伴遊圈中想快速獲利，工作遇到假釋出獄的阿生。 |
| 邱勝翊             | 成澔               | 因為女友愛麗絲的鼓勵跟堅持希望可以脫離黑社會，因此在從小照顧他的老大阿生假釋後，一直希望可以報恩後讓自己無虧欠的脫離黑社會，最終順利和愛麗絲結婚。                                                             |
| 郭雪芙             | 愛麗絲             | 在香檳吧當店長，願意用自己的愛帶引成皓走出幫派的山中森林，讓成澔願意為她脫離黑幫，就像讓都市叢林中穿透一絲愛的希望，最終和成澔一起舉辦婚禮，在婚禮的最後，猴子出現，愛麗絲替成澔擋子彈，生死未卜。             |
| 陳德容             | 淑貞               | 阿生前女友，經歷阿生入獄，與他人結婚生子，離婚，再次回到歡場當幹部遇到沙鷗，沙鷗為追求淑貞為其開設招待所，但所有一切在阿生突然出現後產生質變。                                                                 |
| 黃遠               | 猴子               | 猖狂、目中無人，林森、中山年輕一代黑道。跟的老大是阿華，和另一股勢力老大沙鷗不對盤，常常有衝突發生，最終火拼跌入海裡沒有死。                                                                                   |
| 田士廣             | 十三               | 酒店經紀，跟成澔一樣是阿生的小弟，對阿生忠心耿耿，貌似和小靜有些糾葛。 |
| 徐愷               | 阿振               | 沙鷗底下的二把手，凶神惡煞，勢力龐大，最後與阿生也建立起關係。 |
| 蔡豐懋             | 抽筋               | 猴子的兄弟，渾身刺青，最後在船上與阿生、成澔、十三有激烈打鬥。 |
| 安定亞             | 阿華               | 猴子和抽筋的老大，和阿生從小到大認識的朋友。 |
| 喜翔               | 管理員             | 監獄管理員，客串。 |
| 楊小黎             | 店員               | 手機店員，客串。 |
| 林健寰             | 蕭董               | |
| 吳震亞             | 阿吉               | 阿生之獄友，客串。 |
| 草爺 超艾夾 方昶詠 | 阿吉之小弟，客串。 | |

## 獎項
| 年份 | 獲提名       | 獎項               | 結果 |
| ---- | ------------ | ------------------ | ---- |
| 2022 | 《山中森林》 | 第43屆優良電影劇本 | 入圍 |

## 製作
本片獲得文化部長片輔導金補助。劇組在2021年於台北市開拍，中間因為新冠肺炎疫情全臺三級警戒而暫時停拍，後於8月進行復拍。

## 外部連結
- 山中森林的Facebook專頁
- 《山中森林》高雄電影節閉幕片 （页面存档备份，存于）
- 第43屆優良電影劇本入圍名單 （页面存档备份，存于）
- 台灣電影網上《山中森林》的資料（繁體中文）
- 開眼電影網上《山中森林》的資料（繁體中文）
- Yahoo奇摩電影上《山中森林》的資料（繁體中文）